# Schefferville
Schefferville – miasto w Kanadzie, w prowincji Quebec, w regionie Côte-Nord i MRC Caniapiscau. Budowa dzisiejszego miasta rozpoczęła się w 1953 roku, prawo miejskie zostały przyznane w 1955 r. W latach 1954–1982 mieszkali tu górnicy pracujący dla IOC (Iron Ore Company of Canada), firmy wydobywającej rudę żelaza. Przez ten czas liczba ludności utrzymywała się na poziomie ok. 5 000. Po zamknięciu wszystkich kopalni w 1982 roku większość mieszkańców wyjechała, od tego czasu zaczęli osiedlać się tutaj Indianie Innu (w 2006 roku autochtoni stanowili 45% ogółu ludności).
Liczba mieszkańców Schefferville wynosi 202. Język francuski jest językiem ojczystym dla 45,0%, angielski dla 17,5% mieszkańców (2006).